# Université du Cambodge
L'université du Cambodge (en anglais University of Cambodia, UC) est une université située dans le district de Sen Sok (en) à Phnom Penh au Cambodge.

## Aperçu
L'UC a été fondée le 23 juin 2003 par le Dr Kao Kim Hourn, ministre délégué auprès du Premier ministre du Cambodge, qui en devient le premier Président ainsi que le premier Président du Conseil d’administration ainsi que par le Dr Haruhisa Handa, conseiller du gouvernement du Cambodge, directeur de la Fondation internationale pour les arts et la culture, qui prend la fonction de premier chancelier de l'université du Cambodge.
L'université du Cambodge a été accréditée par le gouvernement royal du Cambodge et par le Comité d’accréditation du Cambodge (ACC). Elle est membre de l’Association de l’enseignement supérieur du Cambodge (CHEA).
Les devises de l’UC sont : « À la recherche du savoir et de la sagesse » et « former les dirigeants de demain ». La mission et la vision de l’université du Cambodge telles que définies par l'institution consistent à préparer les Cambodgiens de tout âge à des rôles de dirigeants dans la société à travers le développement, l’amélioration et le perfectionnement de leur aptitude à l’analyse et à la résolution de problèmes ainsi qu'à la pensée critique,.
L’université du Cambodge utilise un système de crédit qui prend pour modèle celui des universités américaines. L'enseignement se fait en langue anglaise. En 2013, l’université a lancé le « Khmer Track » qui a pour but d'offrir les mêmes programmes en utilisant la langue khmère (cambodgienne) comme langue d'enseignement. Les programmes existants en anglais ont ensuite été renommés « International Track ».
L’université du Cambodge propose principalement les curriculums suivants : année propédeutique, diplôme d’associé, de licence, de mastère et de doctorat. Ces formations sont dispensées dans huit facultés et écoles : faculté des arts, des sciences humaines et des langues, faculté d’éducation, faculté de droit, faculté des médias et de la communication, faculté de science et de technologie, faculté des sciences sociales, école des affaires gouvernementales et des relations internationales de Techo Sen et école de commerce Tony Fernandez (anciennement appelée faculté de gestion). De plus, l’école des études post-universitaires supervise les programmes d’études post-universitaires de l’UC (correspondant aux Graduate Schools nord-américaines).
En collaboration avec les facultés et les écoles de l'université, l’université du Cambodge a mis en place des instituts et centres spécifiques pour coordonner les travaux de recherche et de formation à travers les disciplines universitaires. L’UC comporte ainsi l’Institut de recherche et d’études avancées (IRAS), le Conseil pour la recherche et la créativité (CRC), le Centre d’études de l’ASEAN (ASC), le Centre de développement des compétences et des carrières (SCDC), le Centre d’études anglaises (CES) et le Centre de leadership asiatique (ALC). En outre, l’UC a établi de nombreux groupes de réflexion, notamment le Forum économique de l’Asie (AEF) en mai 2005, puis le Dialogue sur le développement des religions asiatiques (AFDD).
L’université du Cambodge a gagné en popularité grâce au succès de ses nombreux clubs et organisations étudiantes tels que le Sénat étudiant de l’université du Cambodge (UCSS), le club de la Croix-Rouge du Cambodge de l’UC (UCCRCY), le club de débat de l’UC,, le club sportif de l’UC, l’Association des anciens étudiants de l’UC (UCAA) et le club d’horticulture de l’UC (UCHC). L’université a également son propre bulletin officiel trimestriel, appelé The UC Bulletin, qui contient des contributions régulières du personnel, du corps enseignant, des étudiants, des anciens étudiants et d’autres contributeurs spéciaux.
L'université du Cambodge entretient de nombreuses relations formelles grâce à des protocoles d’accord avec diverses institutions nationales et internationales, dirigeants d’organisations et industriels.

## Académie

### Facultés et écoles
L’université du Cambodge possède six faculté et trois écoles : faculté des arts, des sciences humaines et des langues (CoAHL), faculté d’éducation (CoE), faculté de droit (CoL), faculté des médias et de la communication (CMC), faculté de science et de technologie (CoST), faculté des sciences sociales (CoSS), école des affaires gouvernementales et des relations internationales de Techo Sen (TSS) et école de commerce Tony Fernandez (anciennement faculté de gestion). L’établissement propose des programmes de grade d’associé, de licence, de mastère et de doctorat dans différentes spécialités. Trois de ses programmes de mastère ont été classés parmi les meilleurs dans leurs domaines en Extrême-Orient, selon Eduniversal (en).

#### Faculté des arts, des sciences humaines et des langues (CoAHL)
La Faculté des arts, des sciences humaines et des langues de l'université du Cambodge offre au total cinq programmes : un programme de grade d’associé (AA), trois programmes de licence et un programme de mastère (MA).
- Grade d’associé : Travail social (International and Khmer Track)
- Licence : Études de l’Asie (International Track), anglais et littérature (International Track) et travail social (International and Khmer Track)[34]
- Mastère : Enseignement de l’anglais comme langue étrangère[35]

#### Faculté d’éducation (CoE)
La Faculté d’éducation de l’université du Cambodge offre au total six programmes : un programme de grade d’associé (AA) trois programmes de licence (BA) un programme de mastère de l’éducation (Med) et un programme de doctorat (PhD).
- Grade d’associé : Sciences de l’éducation
- Licence : Éducation, administration de l’éducation, élaboration d’un programme d’études et enseignement
- Mastère de l’éducation : Administration de l’éducation[35]
- Doctorat : Administration de l’éducation[37]

#### Collège de Droit (CoL)
La Faculté de droit de l’université du Cambodge offre au total cinq programmes : trois programmes de licence (BA), un programme de mastère (MA) et un programme de doctorat (PhD).
- Licence : Droit, droit public et droit privé[38]
- Mastère : Droit international[35]
- Doctorat : Droit international[37]

#### Faculté des médias et de la communication (CMC)
La Faculté des médias et de la communication de l’université du Cambodge offre un total de trois programmes : trois programmes de licence (BA). En outre, la CMC offre huit programmes de formation courte. La CMC a été créée par la seule université du pays qui possède ses propres systèmes de communication et de médias pour soutenir les pratiques d'enseignement et d'apprentissage des étudiants dans les domaines des médias et de la communication, en partenariat avec la Télévision de l'Asie du Sud-Est (SEATV), la Radio de l'Asie du Sud-Est ou FM 106 et la Production de l'Asie du Sud-Est, qui se trouvent à proximité.
- Licence : Arts et études des medias, études de communication et communications visuelles[41]

#### Faculté de science et de technologie (CoST)
La Faculté de science et de technologie de l’université du Cambodge propose au total sept programmes : un programme de grade d’associé (AA), trois programmes de licence (BA) et trois programmes de mastère (MA).
- Grade d’associé : Informatique
- Licence : Informatique, électronique et télécommunications et technologie de l’information
- Mastère : Informatique, électronique et télécommunications et technologie de l’information[35]

#### Faculté des sciences sociales (CoSS)
La Faculté des sciences sociales de l’université du Cambodge offre au total dix programmes : cinq programmes de licence (BA), trois programmes de mastère (MA) et deux programmes de doctorat.
- Licence : Études de développement, relations internationales, sciences politiques, administration publique et politique publique[42]
- Mastère : Études de développement, études sur la paix et sciences politiques[35]
- Doctorat : Études sur la paix et sciences politiques[37]

#### École des affaires gouvernementales et des relations internationales de Techo Sen (TSS)

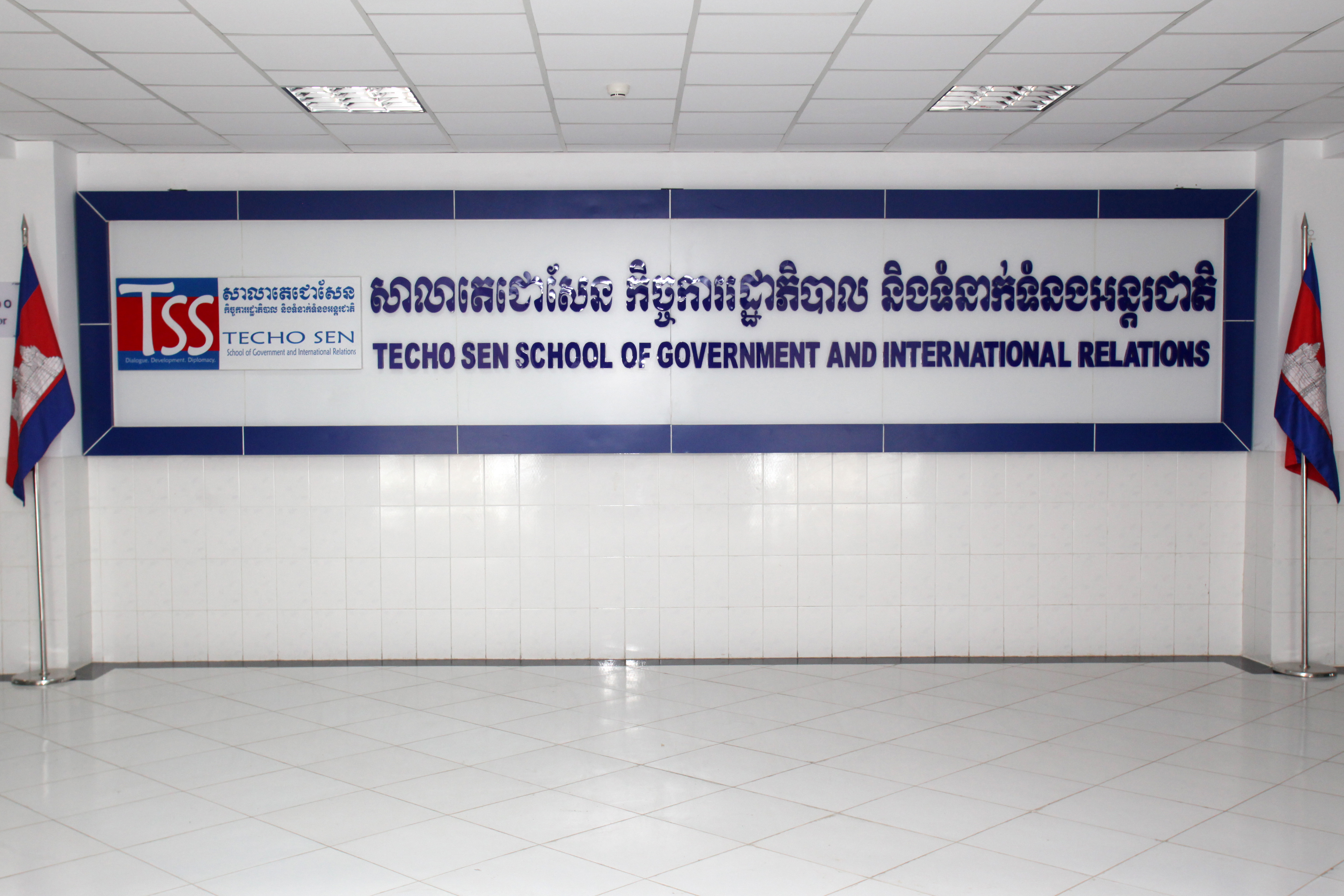
Logo de la TSS au 10e étage

L’École des affaires gouvernementales et des relations internationales de Techo Sen (TSS) de l’université du Cambodge offre au total 12 programmes : six programmes de mastère (MA) et six programmes de doctorat. En outre, la TSS mène des recherches qui se veulent impartiales.
- Mastère : Études de l’ASEAN (MAS), diplomatie et négociation (MDN), relations internationales (MIR), administration publique (MPA), Gestion publique (MPM) et politique publique (MPP)
- Doctorat : Études de l’ASEAN (DAS), diplomatie et Négociation (DDN), relations internationales (DIR), administration publique (DPA), gestion publique (DPM) et politique publique (DPP).

#### École de commerce Tony Fernandes (anciennement Faculté de gestion)
L’École de commerce de l’université du Cambodge a été rebaptisée le 10 mai 2017 « École de commerce Tony Fernandes » d’après Tony Fernandes, Directeur général du groupe AirAsia. L’École de commerce Tony Fernandes offre au total 24 programmes : sept programmes de grades d’associé (AA), huit programmes de licence (BA), huit programmes de mastère (MA) et un programme de doctorat.
- Grade d’associé : Comptabilité, sciences économiques, finances et études bancaires, gestion des ressources humaines, marketing, gestion et développement organisationnel
- Licence : Comptabilité, gestion de commerce, sciences économiques, finances et études bancaires, gestion de l’accueil et du tourisme, gestion des ressources humaines, commerce international et marketing[45]
- Mastère : Comptabilité, gestion de commerce, sciences économiques, finance et études bancaires, gestion de l’accueil et du tourisme, gestion des ressources humaines, commerce international et marketing[35]
- Doctorat : Administration commerciale[37]

L’École de commerce Tony Fernandes a été classée par Eduniversal (en) meilleure école de commerce du Cambodge, obtenant « 2 Palmes d'Excellence » pour la haute qualité de son enseignement et sa forte influence dans la région.

#### École des études post-universitaires (SGS)

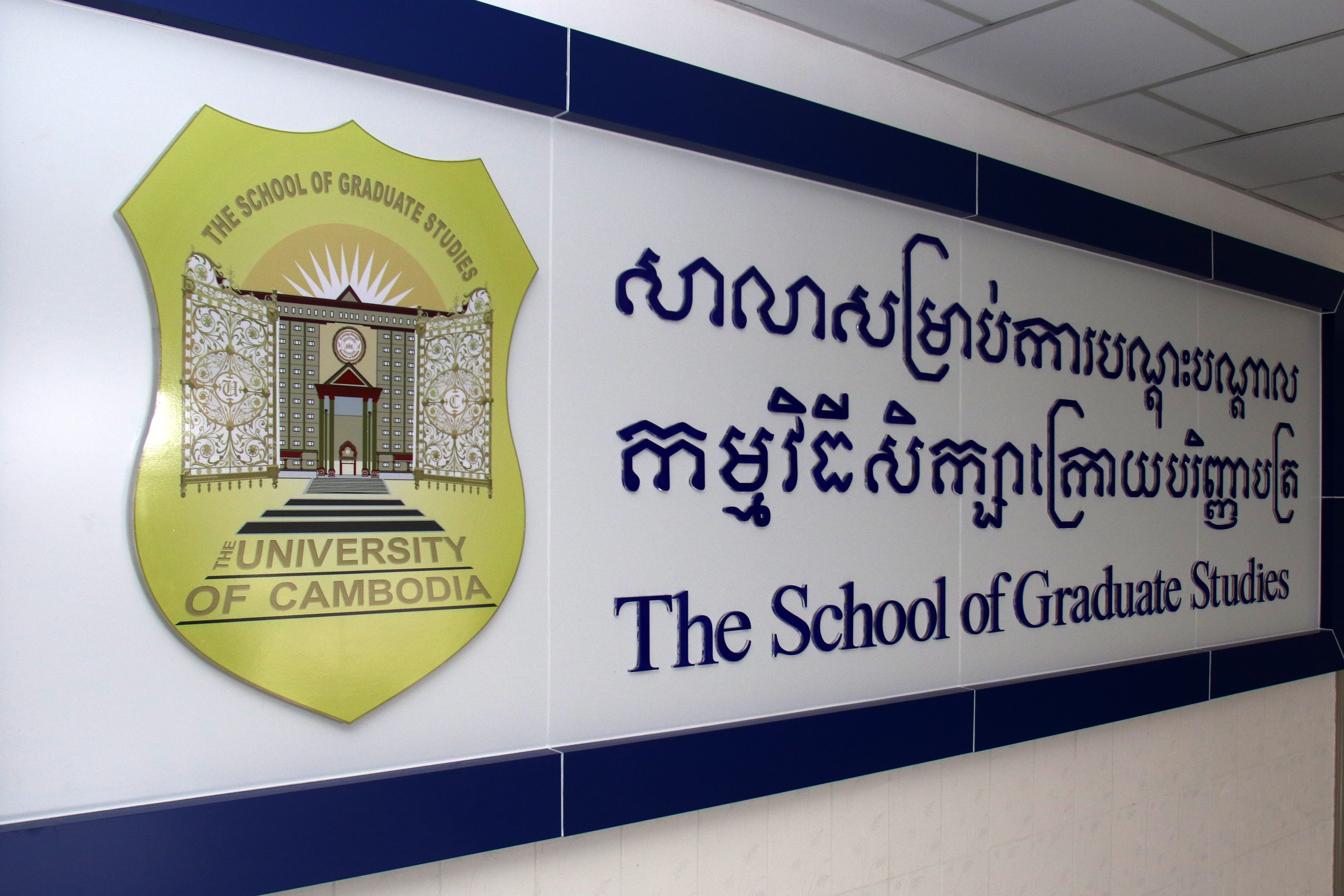
Logo de la SGS au 9e étage

L'École des études post-universitaires travaille avec toutes les facultés et écoles pour diffuser des informations sur les formations proposées par l'UC ainsi que sur la valeur des diplômes d'études post-universitaires auprès des étudiants potentiels. L'École a également pour mission d'assister les étudiants dans leur orientation pendant leurs études à l'UC et de répondre à leurs questions à ce sujet. L'école coordonne les 24 programmes de mastère, ainsi que les 11 programmes de doctorat de l'université. Elle est également responsable de la coordination et de la publication de la UC Occasional Paper Series.

#### École des études de premier cycle (SUS)
Accréditée par le ministère de l'Éducation, de la Jeunesse et du Sport, l'École des études de premier cycle est l'organisme de coordination de tous les programmes de premier cycle dans 6 facultés et 1 école, qui offrent actuellement 9 programmes de diplôme d'associé et 29 programmes de licence. La SUS vise à améliorer la formation universitaire, la gouvernance, la gestion et la recherche au niveau des études de premier cycle ainsi que de favoriser la coopération et la collaboration avec d'autres écoles ayant des programmes universitaires similaires au Cambodge et à l'étranger. Ses responsabilités comprennent la mise en place des politiques concernant les affaires d'études de premier cycle, les initiatives universitaires, le recrutement de professeurs, la promotion et la titularisation d’emploi.

### Inscription
L'université du Cambodge comprend actuellement environ 3 500 étudiants[Quand ?].

## Bourses
L'université du Cambodge a octroyé des milliers de bourses sur le mérite à des étudiants de licence et de mastère depuis sa création en 2003. Le Bureau des bourses gère et supervise les bourses universitaires en collaboration avec d'autres bureaux et entités de l'UC.
Les examens sont organisés chaque année et couvrent à la fois l'anglais et les connaissances générales. Les 100 meilleurs étudiants bénéficient de la gratuité des frais de scolarité pendant toute la durée de leur cursus. Les bourses sont nommées « bourses de Samdech Techo Hun Sen Vision-100 » ; des noms supplémentaires leur sont ajoutés en fonction du donateur. Les donateurs de ces bourses particulières sont Dr Haruhisa Handa, Dr Rikhi Thakral, M. Paul Heng et China Fairwind, au Cambodge. D'autres bourses ont été offertes par Khmer Brewery, Cambodia Advance Communications et l'université du Cambodge elle-même.
Plusieurs centaines d'étudiants supplémentaires de l’UC ont obtenu des bourses personnelles, ce qui signifie que des bailleurs de fonds privés ont financé leurs études à l'UC sans qu'ils n'aient eu à passer un examen de bourse.
En 2016, l'université du Cambodge a élargi son programme de bourses en créant des catégories supplémentaires dans le but d'élargir la portée des bourses offertes aux étudiants cambodgiens méritoires. Les nouveaux programmes de bourses d'études sont les suivants : meilleurs lauréats, bourses d’excellence, meilleurs étudiants, bourses des meilleurs élèves du baccalauréat, bourses sportives, bourses pour les jeunes leaders de l’ASEAN, bourses de TSS, bourses d'aide à la recherche, bourses d'aide à l'enseignement, bourses d'aide à l'enseignement supérieur, bourses partielles et bourses partielles du Centre d'études anglaises.

## Installations
Le bâtiment à onze étages du campus principal de l'université du Cambodge est accessible aux personnes handicapées et dispose d'ascenseurs et de rampes d’accès. Les terrains extérieurs abritent différentes formations végétales locales, notamment des palmiers une aire de stationnement pour automobiles et motos et une cantine. Le complexe sportif de l’UC dispose d'un terrain de football et d’un terrain de volley-ball. Au premier étage du bâtiment principal de l’UC, se trouve, pour accueillir les visiteurs, une statue de Jayavarman VII, roi du Cambodge à l’époque angkorienne], qui évoque le pouvoir de la méditation. Au onzième étage, vous trouverez le café Coffee Today, un centre de photocopie et d'imprimerie, et la bibliothèque de l'UC. Le WiFi gratuit est disponible dans tout le campus

### Inauguration des installations
L'université du Cambodge a pour habitude de renommer les écoles, facultés, départements, salles de classe et salles de professeurs d’après des nations, organisations internationales éminentes, entreprises privées dynamiques et citoyens influents. Par exemple, l'École des affaires gouvernementales et des relations internationales de Techo Sen est nommée d'après le Premier ministre du Cambodge, Samdech Techo Hun Sen, et l'École de commerce [Tony Fernandes, qui porte le nom du Président d'AirAsia, Tan Sri Tony Fernandes. Actuellement, neuf salles et amphithéâtres ont officiellement été inaugurés. Au dixième étage du bâtiment principal de l’UC, l'École des affaires gouvernementale et des relations internationales de Techo Sen a nommé les salles d’après les États membres de l'ASEAN et a également donné le nom du Forum économique mondial à une grande salle. Le neuvième étage contient des salles de classe et des amphithéâtres nommés d'après les Partenaires de dialogue de l’ASEAN. L’UC invite toutes les ambassades à inaugurer et décorer officiellement la salle nommée d'après leur État.
Les salles inaugurées à l’université du Cambodge sont les suivantes :
- Salle États-Unis, par son Excellence William A. Heidt, ambassadeur des États-Unis au Cambodge, le 29 mars 2017
- Hall AirAsia par Tan Sri Tony Fernandes, dirigent de groupe AirAsia Group le 10 mai 2017
- Salle de l'Australie par son Excellence Mme Angela Corcoran, ambassadrice d'Australie au Cambodge le 2 mars 2017
- Salle de la Chine par son Excellence Mr. Xiong Bo, ambassadeur de Chine au Cambodge le 8 novembre 2017
- Salle de l'Union européenne par son excellence George Edgar, ambassadeur de l'Union européenne au Cambodge, le 25 août 2017
- Salle de l'Inde par son excellence Naveen Srisvastava, ambassadeur de l'Inde au Cambodge le 25 avril 2017
- Salle de l'Indonésie par son excellence Pitono Purnomo, ambassadeur d'Indonésie au Cambodge le 21 février 2017
- Salle de la Nouvelle-Zélande par John Key, ancien Premier ministre de Nouvelle-Zélande le 27 avril 2017
- Salle des Philippines par son excellence Christopher B. Montero, ambassadeur des Philippines au Cambodge le 9 janvier 2017
- Salle de Singapour par son excellence Michael Tan, ambassadeur de Singapour au Cambodge le 5 mai 2017
- La salle Thakral Corporation (en) par le Dr Rikhi Thakral directeur exécutif, le 28 novembre 2017
- Le hall Unigen Corporation Hall par le Dr Paul W. Heng, Manufacturing Mentor d'iMedrix le 25 septembre 2017
- La salle de l'Organisation des Nations unies par son excellence Claire Van der Vaeren, coordinatrice résidente au Cambodge des Nations unies le 29 septembre 2017
- Le hall du Forum économique mondial Hall son excellence Philipp Rosler, ancien vice-chancelier de la République fédérale allemande, membre du conseil d'administration et directeur du bureau stratégique du Forum économique mondial le 26 avril 2016.

### Bibliothèque Toshu Fukami
La bibliothèque Toshu Fukami de l’université du Cambodge possède une collection de plus de cent mille livres, magazines, journaux et périodiques en plusieurs langues ainsi que des ordinateurs pour accéder aux revues en ligne. La bibliothèque électronique Toshu Fukami offre un certain nombre d’ordinateurs aux étudiants pour les besoins de leurs études. La bibliothèque et la bibliothèque électronique Toshu Fukami sont ouvertes sept jours sur sept aux étudiants, au personnel, au corps enseignant et au public,. La bibliothèque électronique contient également le Centre de ressources de l’ASEAN, qui propose une collection de livres sur l’ASEAN.

### Laboratoires
À partir de 2009, l'école a introduit l'enseignement en ligne pour certains de ses programmes. Il y a actuellement quatre laboratoires différents à l'UC : le laboratoire de réparation d’ordinateurs, le laboratoire informatique, le laboratoire de langues et multimédia et le laboratoire de réseau.

### Télévision et radio de l’Asie du Sud-Est
La télévision et la Radio de l'Asie du Sud-Est (SEATV), situées sur le campus de l'université, sont des partenaires de longue date de l'université du Cambodge. SEATV sert de centre de formation pour la Faculté des médias et de la communication, où les étudiants peuvent apprendre directement au contact de professionnels. SEATV héberge et diffuse également des grands événements de l’UC tels que la cérémonie annuelle de remise des diplômes et des publicités de l’UC via la télévision et la radio.

## Recherche
L'université du Cambodge mène différents projets de recherche, offre des services de consultation et organise des événements liés à la recherche, tous supervisés par divers centres et instituts consacrés à la coordination de la recherche et des publications de l'université. Les étudiants, les professeurs et le personnel sont également encouragés à effectuer des recherches, à la fois au niveau du premier cycle et du deuxième ou troisième cycle, puis publient leurs résultats dans le Journal cambodgien des études internationales récemment lancée, une publication gérée par l'université.

### Centre d’études de l’ASEAN
Le Centre d'études de l’ASEAN (ASC) mène des recherches sur des questions transversales liées à l'ASEAN. Le Centre encourage une plus grande sensibilisation de l'ASEAN au Cambodge et contribue à l'intégration du Cambodge dans l'ASEAN en publiant des livres sur diverses questions dans la région, en organisant une série de conférences diplomatiques et en travaillant avec les ambassades locales. L’ASC est officiellement approuvé par le ministère de l'Éducation, de la Jeunesse et du Sport

### Conseil pour la recherche et la créativité
Le Conseil pour la recherche et la créativité (CRC) est un organe de coordination des parties prenants qui vise à motiver les étudiants, les enseignants et le personnel de l'UC à mener des recherches à tous les niveaux puis à publier leurs résultats. Le CRC se concentre principalement sur la recherche sur les politiques, en particulier sur les questions d’enseignement supérieur au Cambodge et sur les politiques régionales et internationales.

### Institut de recherche et d’études supérieures
L'Institut de recherche et d'études supérieures (IRAS) mène des recherches sur diverses questions, dont entre autres le leadership la mondialisation les questions académiques en classe et les politiques académiques liées au Cambodge. L’Institut de recherche et d’études supérieures (IRAS) et le Centre pour la recherche et la créativité (CRC) travaillent à la fois sur le Journal cambodgien des études internationales qui met en valeur les recherches menées par la communauté de l’UC.

### Journal cambodgien des études internationales
Le Journal cambodgien d'études internationales (CJIS), supervisé par l’IRAS et le CRC, est une publication de recherche semestrielle qui offre aux étudiants et aux membres de la communauté de l’UC l’occasion de présenter divers types de recherches qu'ils ont menées. Le CJIS comprend des articles, documents, interviews et critiques. La première édition du CJIS a été publiée en décembre 2016.

### Série d’études concernant des sujets spécifiques de l’UC
La Série d’études concernant des sujets spécifiques de l’UC (UC Occasional Paper Series) est une revue académique qui publie des articles académiques d’étudiants diplômés de l'UC, d'autres universités cambodgiennes et d’étudiants cambodgiens qui terminent actuellement leurs diplômes d’études supérieurs à l'étranger. La revue est évaluée par les pairs et a pour but de fournir une plate-forme aux étudiants diplômés afin d'améliorer et de diffuser leurs recherches, leurs critiques et leurs résultats. Tous les articles sont soumis à un processus d'examen rigoureux et sont encouragés à apporter des améliorations continues à leur travail. La Série d’études concernant des sujets spécifiques de l’UC est publiée deux fois par an en mars et en septembre. Elle est disponible sous forme électronique sur le site Web de l'université du Cambodge et imprimée dans les bibliothèques de l'université du Cambodge.

## Organisations étudiantes

### Fédération des étudiants de l’UC
La Fédération des étudiants de l’UC est un groupe qui fédère l'ensemble des organisations étudiantes de l'université du Cambodge ; ces organisations comprennent le Sénat étudiant de l’UC (UCSS), le club de débat de l’UC (UCDC), la jeunesse cambodgienne de la Croix-Rouge de l'UC (UCCRCY) et l’association des anciens étudiants de l'UC (UCAA). Ces groupes dirigés par des étudiants ont remporté de nombreux prix nationaux, dont notamment la première place dans le jeu de rôle du 3e Festival national des arts de jeunesse 2017 du ministère de la Culture.

### Sénat des étudiants de l’UC
Le Sénat des étudiants de l'université du Cambodge (UCSS) est un corps d’étudiants élus qui organise et coordonne des activités extrascolaires dans le but d'encourager les interactions entre les étudiants, les enseignants, le personnel et les personnalités distinguées. Les élections de l'UCSS ont lieu chaque année sous la supervision des membres sortants, qui ne peuvent pas être réélus, et du conseil du personnel, du corps enseignant ainsi que des membres du conseil d'administration de l'UC.
L’UCSS organise chaque année une célébration de la fête du Nouvel An khmer  et du nouvel An international. Au cours de ces dernières années, l’UCSS a également organisé des événements de simulation des réunions ASEAN pour donner aux étudiants l'opportunité de reproduire ce type d'événements. L'événement est très similaire aux modèles des Nations unies organisés aux États-Unis. L’UCSS a ainsi organisé un simulation du sommet ASEAN+3 (2015) et une simulation du sommet ASEAN-Chine (2014). L’UCSS a également été responsable du « Monde vert » de l’UCSS, un projet écologique axé sur la sensibilisation à la protection de l'environnement et à la réduction de la déforestation ; du concours d’histoire courte de l’UCSS, un concours universitaire de rédaction de fiction en anglais ; et de l’émission La Vie et l’Éducation à la radio de l'Asie du Sud-Est (de mai à décembre 2011).

### Club de débat de l’UC (UCDC)
Le Club de débat de l'université du Cambodge a été créé dans le but d'améliorer et de perfectionner les compétences non techniques des étudiants telles que la prise de parole en public, le travail en équipe et la pensée critique. En outre, l’UCDC offre aux étudiants une formation approfondie sur les méthodologies de recherche fondées sur des preuves et leurs applications pratiques. L’UCDC a organisé des débats internes et participé à des compétitions avec d'autres universités cambodgiennes et internationales dans le cadre de nombreux débats depuis sa création en 2009. L’UCDC a été couronné de succès dans de nombreux débats, y compris :
- 3G Debate: Gender and Good Governance (2014) – première place[79]
- Cambodian Red Cross Debate on “Youth and Road Safety” (2015) – première place[80]
- National Debating Competition (2015) – première place[81]
- National Youth Debate Competition on Environmental Issues - première place (2016)[82]
- Debate Forum on “Raising Awareness about Begging on the Streets” - première place (2017)[83]

### Association Jeunesse de la Croix-Rouge du Cambodge de l’UC (UCCRCY)
L'association « Jeunesse de la Croix-Rouge du Cambodge de l’UC » (UC Cambodian Red Cross Youtha, UCCRCY) été fondée en juillet 2011 dans le but de développer les compétences des étudiants et de les préparer à devenir des leaders actifs et des personnes contribuant aux efforts humanitaires au Cambodge. Les membres du CRCY participent à des formations et à des ateliers, en plus de leur contribution à des projets humanitaires à travers l'ensemble du Cambodge. Les formations sont souvent axées sur l’amélioration de la santé et de la sécurité. Le but principal est que les membres de l'UCCRCY partagent les connaissances et les compétences qu'ils ont acquises avec leurs camarades de classe et la communauté en général. L'UCCRCY a remporté le deuxième prix au Débat du Forum de la Jeunesse sur le thème : La jeunesse et le respect de la loi de la circulation routière en mai 2016.

### Programme de volontariat de l’UC (UCVP)
Le Programme de volontariat de l'université du Cambodge (University of Cambodia Volunteer Program, UCVP) est une initiative qui vise à faire participer les étudiants de l'université au développement de leur pays. L’UCVP doit organiser une série d’événements et de campagnes pour développer les compétences des jeunes étudiants, en particulier, dans les zones rurales et se concentre également sur les problèmes économiques et environnementaux. Les étudiants obtiennent une expérience de leadership et acquièrent des compétences pratiques en participant à la planification et à l'exécution des événements.

### Club sportif de l’UC (UCSC)
Le Club sportif de l’université du Cambodge (University of Cambodia Sporting Club, UCSC) est dirigé par des responsables de projets du Sénat étudiant et par un comité de conseillers issus de la direction de l'université. L'UCSC a été fondé en 2013. Les équipes ont participé à de nombreux matchs de football et à d'autres activités sportives avec d'autres institutions au Cambodge. En outre, l'université du Cambodge abrite un Complexe sportif que les équipes l'UCSC utilisent pour leur séances d’entraînement.

### Club d’horticulture de l’UC (UCHC)
Le Club d'horticulture de l'université du Cambodge (University of Cambodia Horticulture Club, UCHC) a été créé dans le but de garder le campus de l'UC « propre et vert ». L'adhésion est ouverte à tous les étudiants, aux professeurs et aux membres du personnel.

## Conférences annuelles

### Conférence de leadership académique étudiant (SALC)
La Conférence de leadership académique étudiant (Student Academic Leadership Conference, SALC) est un événement d'une semaine organisé par des étudiants pour les étudiants. Les événements durent douze séances d'une demi-journée. Chacun d'entre eux est organisé par l'une des facultés des écoles de l'université. Le format, le sujet, la liste d'orateurs et les objectifs de chaque événement sont différents. Cette approche à plusieurs volets permet aux étudiants d’exposer plusieurs méthodologies d'apprentissage différentes et d'expérimenter directement les différentes personnalités de toutes les facultés. La conférence est ouverte à tous les étudiants qui peuvent assister à autant de sessions qu'ils le désirent. Ils sont encouragés à inviter leurs amis à se joindre à eux.

### Forum pour le succès
Le Forum pour le succès est un événement semestriel destiné aux étudiants de l'université du Cambodge et à d'autres étudiants et professionnels en général afin de leur fournir les connaissances d’experts de premier plan sur divers sujets liés à l'emploi, à la réussite scolaire et au développement personnel. L'événement se donne pour but de motiver, d’encourager et d’inspirer les étudiants afin qu'ils puissent prendre des décisions appropriées pour réussir en dehors des murs de l'établissement.

### Forum des bourses d’études
Le Forum des bourses d'études est un événement qui se déroule régulièrement. Il accueille des représentants d’ambassades qui présentent les possibilités de bourses qui existent entre le Cambodge et leurs pays respectifs. Cet événement favorise la coopération entre les deux pays et s'adresse aux étudiants qui souhaitent poursuivre un diplôme d'études supérieures à l'étranger.

## Fondation de l’UC (UCF)
La Fondation de l'université du Cambodge (University of Cambodia Foundation, UCF) supervise les activités de collecte de fonds de l'université. L’UCF est fortement impliqué dans les services aux étudiants et aux anciens étudiants, au développement des installations et aux initiatives de recherche. La fonction principale de l'UCF est de rechercher des donateurs pour financer des programmes de bourses d'études. Plus de 80 % des étudiants de l'UC reçoivent des bourses d'études financées par l’UCF En outre, l’UCF est actuellement en train de collecter de fonds pour l’expansion et le développement des bibliothèques et des dortoirs d'étudiants.

## Anciens étudiants
L'université du Cambodge fournit de nombreux services aux anciens étudiants, y compris l'accès aux installations de l'UC et à des activités de formation continue et de soutien à la carrière après l'obtention du diplôme. L'UC met fortement l'accent sur la production de diplômés aptes au travail qui réussissent dans leurs industries, et sur les politiques de soutien et de promotion des anciens étudiants de l'UC qui démontrent cet engagement.

### Réunion des anciens étudiants
Depuis 2015, l'université du Cambodge a commencé à accueillir une réunion annuelle des anciens étudiants. L'événement a été créé dans le but de fournir de précieuses occasions de réseautage aux anciens et aux étudiants actuels de l'UC, ainsi que de tisser des liens entre les anciens et l’UC, créant ainsi de solides collaborations entre les différents secteurs de l'industrie, du commerce et de l'éducation au Cambodge.

### Anciens élèves notables

#### Universitaires
- Dr Hong Kim Cheang, Président du Kampong Speu Institute of Technology, ministère cambodgien de l'enseignement, de la jeunesse et des sports[94]
- Dr Luy Channa, Recteur de la Royal University of Law and Economics (RULE)[95],[96]

#### Gouvernement
- Son Excellence Nong Sakal, ambassadeur extraordinaire et plénipotentiaire du royaume du Cambodge auprès de la république d'Indonésie et Représentant permanent du Cambodge] à l'Association des nations de l'Asie du Sud-Est[97]
- Son Excellence Touch Sopharath, ambassadrice extraordinaire et plénipotentiaire du royaume du Cambodge auprès de la République fédérale d'Allemagne, ambassadrice non-résidente en Pologne et ambassadrice non-résidente en Slovénie
- Son Excellence Ko Ko Shein, ambassadeur extraordinaire et plénipotentiaire de la république de l'union du Myanmar en Russie[98]
- Son Excellence Dr Général Neang Phat, secrétaire d'État du ministère de la Défense du Cambodge, Royal Government of Cambodia[99]
- Son Excellence Dr Général Nem Sowath, conseiller et directeur général du cabinet du député Premier ministre Tea Banh, ministre de la Défense nationale du Cambodge[100]
- Son Excellence Samraing Kamsan, secrétaire d'État du ministère de la Culture du Cambodge
- Son Excellence Meas Vibol, membre de l'Assistant SPM au Council of Minister-Ranking Under Secretary of State
- Son Excellence Sor Soputra, député gouverneur de la Province Kampong Speu (អភិបាលរង នៃគណៈអភិបាលខេត្តកំពង់ស្ពឺ)
- I Sokleng, Gouverneur provincial de la province de Sihanoukville (អភិបាលក្កុងក្ពះស្ីហៃុ)

#### Institutions internationales
- Soth Nimol, spécialiste de la coordination aux Nations unies, bureau du coordinateur résident des Nations unies[101]

#### Média
- Puy Kea, Chef De Bureau, Kyodo News[102],[103]

#### Non lucratif
- Mme Arun Reaksmey, Directeur Exécutif de la Strey Khmer[104]
- Mme Bou Molika, Représentant de Pays de l' Australian volunteers International[105],[106]
- M. Amis RathaMony, Directeur de Pays à Splash[107]

#### Secteur privé
- Chea Sovithyea, fondateur et directeur exécutif de Kim Se Rice Mill[108]
- Dr Keo Chenda, CEO de Choronai Home, Life and Living Co., Ltd[109]
- Lim Houng, cofondateur et directeur exécutif de First Solutions (Cambodia) Co. Ltd[110]
- Nguon Chhayleang, CEO de Ratanaka Realty[111]
- Pech Sophealeak, cofondateur et directeur du marketing de Broomstick Premium and Delivery Service[112]
- Sam Phalla, fondateur de MyEyes CCTV Group[113]
- Toch Chaochek, CEO de Cambodia Post Bank Plc[114]
- Nguon Pheap, fondateur et CEO de The Mekong Diamond Co., Ltd.

## Personnalités remarquables

### Récipiendaires d'un doctorathonoris causa
Jusqu'en octobre 2017, l'université du Cambodge a décerné 41 doctorats honoris causa à des personnes distinguées.

#### Années 2000
2004
- Samdech Techo Prime Minister Hun Sen[116]
- Dr Rikhi Thakral[117]
- H.E. Masajuro Shiokawa[118]

2005
- H.E. Keat Chhon[118]
- Lord George Carey of Clifton[119]
- Dr Takayoshi Matsui[120]

2006
- H.E. Sok An[121]
- Prof. Katherine Marshall[122]
- Mr. Paul Wenson Heng[123]

2007
- Son Excellence Rho Jun Hyong[121]
- Son Excellence Tea Banh[124]
- Son Excellence Cham Prasidh[125]
- Son Excellence Koji Omi[126]
- Mr. Yohei Sasakawa[127]
- Mr. Richard E. Dyck[128]

2008
- Samdech Kittiprithbindit Bun Rany Hun Sen[118]
- Son Excellence Jose de Venecia Jr[129].
- Son Excellence Dr Horst Posdorf[130]

2009
- Prof. Aaron J. Ciechanover[131]
- Mr. Akishige Tada[132]
- Dr Achyuta Samanta[133]
- Jackie Chan[134]

#### Années 2010
2010
- Son Excellence José Manuel Ramos-Horta[135]
- Son Excellence Dr Marty Natalegawa
- Mr. Oliver Stone[136]
- Prof. Françoise Barré-Sinoussi[130]
- Prof. David Jonathan Gross[137]
- Dr Eric S. Maskin[138]
- Prof. Torsten Nils Wiesel[139]

2011
- H.E. Sichan Siv[129]
- H.E. Khieu Kanharith[140]
- Prof. Ito Kenichi[130]
- Dr Gregory Alan Emery[141]

2013
- Dr Ralph A Cossa[142]

2014
- Prof. David Cohen[143]
- Mr. Wang Jiemin[144]
- Oknha Dr Chear Ratana[144]

2015
- H.E. Dr Philipp Rosler[145]

2016
- Prof. Din Merican[146]

2017
- Tan Sri Tony Fernandes[147]
- Son Excellence le Governeur de Odisha, Dr S. C. Jamir

### Récipiendaires des prix distingués de l'UC
2016
- Dr Rikhi Thakral[148]

## Partenariat et collaboration
L'université du Cambodge est affiliée à diverses institutions à travers le monde, notamment :
- Amity University Uttar Pradesh, India (mars 2016)[149]
- Angeles University Foundation, Philippines (novembre 2017)[150]
- Association of Southeast Asian Institutions of Higher Learning (ASAIHL) (décembre 2016)[151]
- Association of Universities of Asia and the Pacific (août 2017)[152]
- Bansomdejchaopraya Rajabhat University, Thailand (avril 2005)[153]
- Berjaya University College of Hospitality (septembre 2012)
- Cambodian Higher Education Association[154]
- Cambodian Private University Alliance: Asia Europe University, Human Resource University, International University, and Vanda Institute (August, 2015)[155]
- Chinese Institute of International Education (CIIE), Hong Kong, China (mars 2018)
- Chosun University, Republic of Korea (décembre 2011)[156]
- Daffodil International University, Bangladesh (novembre 2017)[150]
- Dongseo University, Republic of Korea (décembre 2010)[157]
- European Commission (mai 2009)
- European Union Support to Higher Education in the ASEAN Region (EU-SHARE) (janvier 2017)
- Faculty of Home-Economics Technology, Rajamangala University of Technology, Thailand (juillet 2016)[158]
- Galilee International Management Institute (GMI), Israel (décembre 2010)[159]
- Guangxi University of Foreign Languages, People's Republic of China (septembre 2013)[160]
- Guangxi University for Nationalities, People's Republic of China (July 2016)[161]
- Guilin University of Technology, People's Republic of China (janvier 2015)[162]
- Guizhou Medical University (avril 2016)
- Guizhou Minzu University (juin 2017)[163]
- Human Rights Resource Center (HRRC), Indonesia (octobre 2015)[8]
- Hunan University of Humanities, Science and Technology, China (novembre 2017)[150]
- Inha University, Republic of Korea[164]
- International Foundation for Arts and Culture (IFAC)[165]
- Kalinga Institute of Industrial Technology, India (mai 2009)[166]
- Kalinga Institute of Social Sciences, India (septembre 2017)
- Khmer Brewery Limited[167]
- Kumoh National Institute of Technology, Republic of Korea (mars 2016)[168]
- Kyung Hee University, Republic of Korea[169]
- Lyceum of the Philippines University- Batangas, Philippines (novembre 2017)[150]
- Mae Fah Luang University, Thailand[170] (September 2016)
- Maybank (Cambodia) PLC (mai 2015)
- Migration Research and Training Center of the International Organization for Migration, Republic of Korea (mars 2017)[171]
- Ohio University, USA[172]
- Osaka International University, Japan[173]
- Oversea Students Communication Association of Yangjiang, China (août 2016)[174]
- Payap University, Thailand (novembre 2009)[175]
- People Health Development (PHD) Association (juin 2010)[176]
- President University, Indonesia (septembre 2016)[177]
- Qiannan Normal University for Nationalities (juillet 2017)[178]
- Shanghai Ocean University, China (janvier 2018)
- Sias International University, China (novembre 2017)[150]
- Taiji Computer Corporated Limited (novembre 2013)[179]
- Thakral Group of Companies[180]
- Tsinghua University School of Continuing Education, People's Republic of China (November, 2011)[181]
- Tulane University Freeman School of Business, USA (2010)[182]
- Unigen Corp., USA (2008)[183]
- United Nations Sustainable Development Solutions Network[184]
- Universiti Putra Malaysia, Malaysia[185]
- University of Asia Pacific, Bangladesh (novembre 2017)[150]
- University of Houston, USA (avril 2010)[186]
- University of Jenderal Achmad Yani, Indonesia (mars 2010)[187]
- Woosong University, Republic of Korea (juillet 2014)[188]
- World Economic Forum (juillet 2016)
- World Mate[189]
- Worldwide Support for Development (WSD) Handa Center, Stanford University, USA (décembre 2016)[190]
- Xi’an International University, China (novembre 2017)[150]
- Zhengzhou University, China (novembre 2017)[150]
- មន្ទីរសំរាកព្យាបាល និងសម្ពព ប៊ុន ថាន (មករា, ២០១៦)